# Comtat de Hillsborough (Florida)
El comtat de Hillsborough es troba a la part centre-oest de l'estat de Florida, als Estats Units. En el cens del 2020 tenia 1.459.762 habitants, cosa que el converteix en el quart comtat més poblat de Florida i el comtat més poblat fora de l'àrea metropolitana de Miami. Una estimació del 2021 situa la població de Hillsborough en 1.512.070 persones amb una taxa de creixement anual de l'1,34%, que en si mateixa és superior a les poblacions de 12 estats segons les seves estimacions de població del 2019. La seva seu de comtat i ciutat més gran és Tampa. El comtat de Hillsborough forma part de l'àrea estadística metropolitana St. Petersburg - Clearwater.

## Història
El comtat de Hillsborough fou creat durant el període territorial dels Estats Units (1822–45), el 25 de gener de 1834 a partir dels comtats d'Alachua i Monroe. El nou comtat va rebre el nom de Wills Hill, comte de Hillsborough, qui fou secretari d'Estat britànic per a les colònies de 1768 a 1772. El comtat fou creat gràcies als esforços d'Augustus Steele.
Originalment el comtat del 1834 era molt més gran que l'actual, ja que amb el temps se n'escindí a partir del seu territori avui organitzat en altres vuit comtats actuals: Charlotte, DeSoto, Hardee, Manatee, Pasco, Pinellas, Polk i Sarasota.
El dia de cap d'any de 1914 St. Petersburg-Tampa Airboat Line inicià el primer servei aeri comercial regular del món, des de St. Petersburg fins a Tampa.

## Geografia
Segons l'Oficina del Cens el comtat té una superfície de 1,266 milles quadrades (3,280 km2) de les quals 1,020 milles quadrades (2,600 km2) són terra ferma i 246 milles quadrades (640 km2) (19,4% estan cobertes per les aigües. Unes 158.27 milles (254.71 km) de costa son a Tampa Bay.

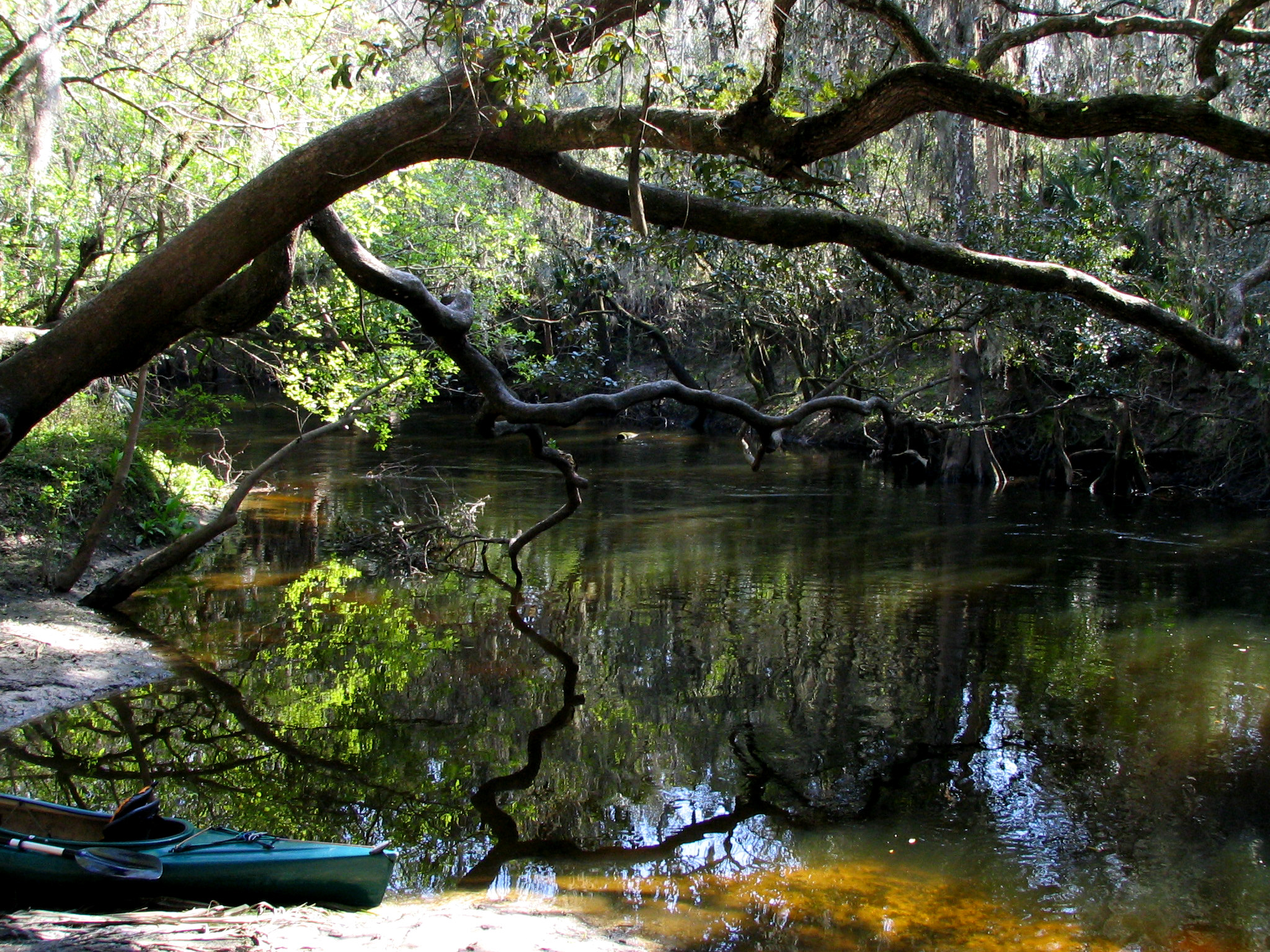
Al riu Alafia, a prop del parc Lithia Springs
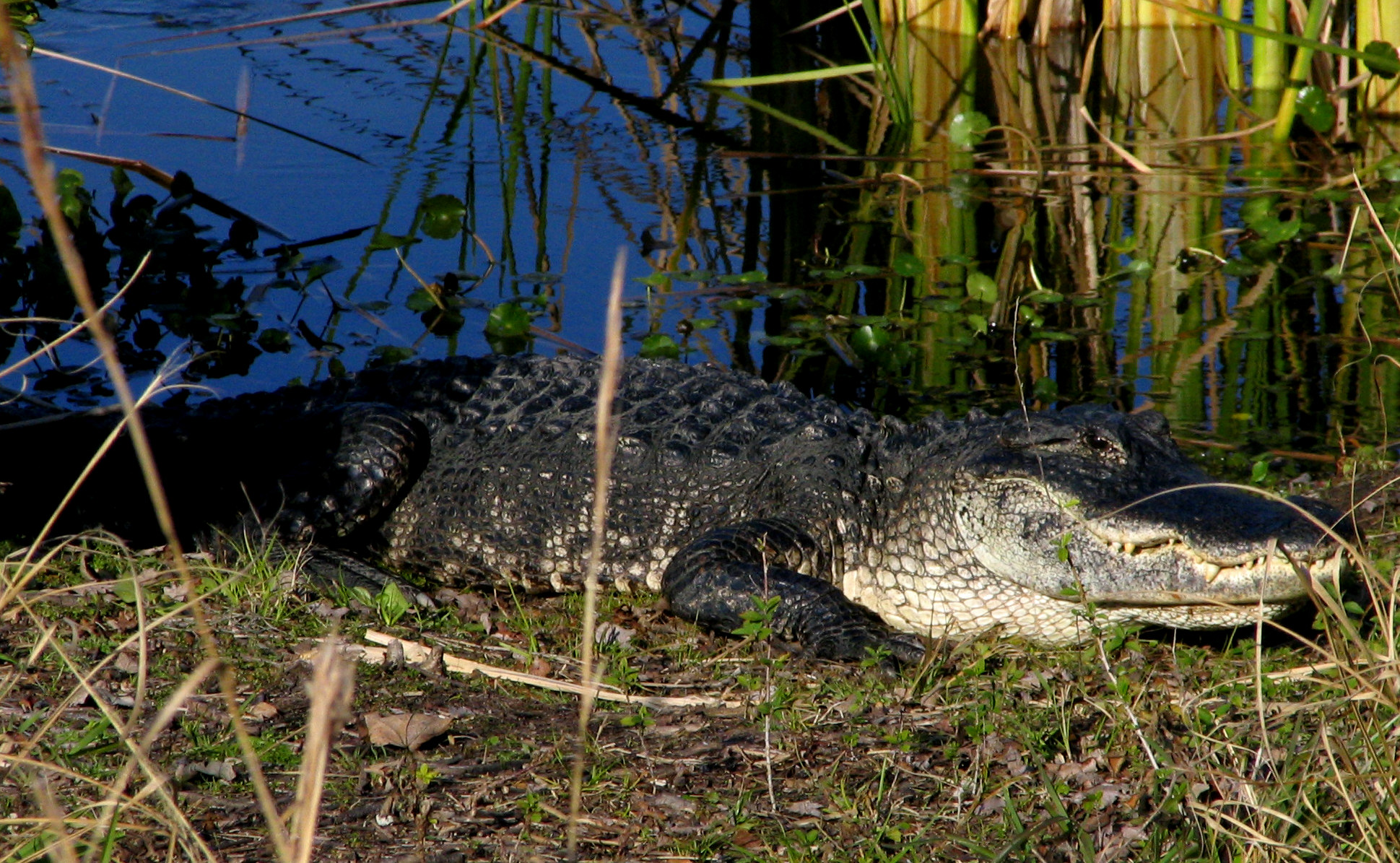
Un caiman al parc estatal del riu Alafia
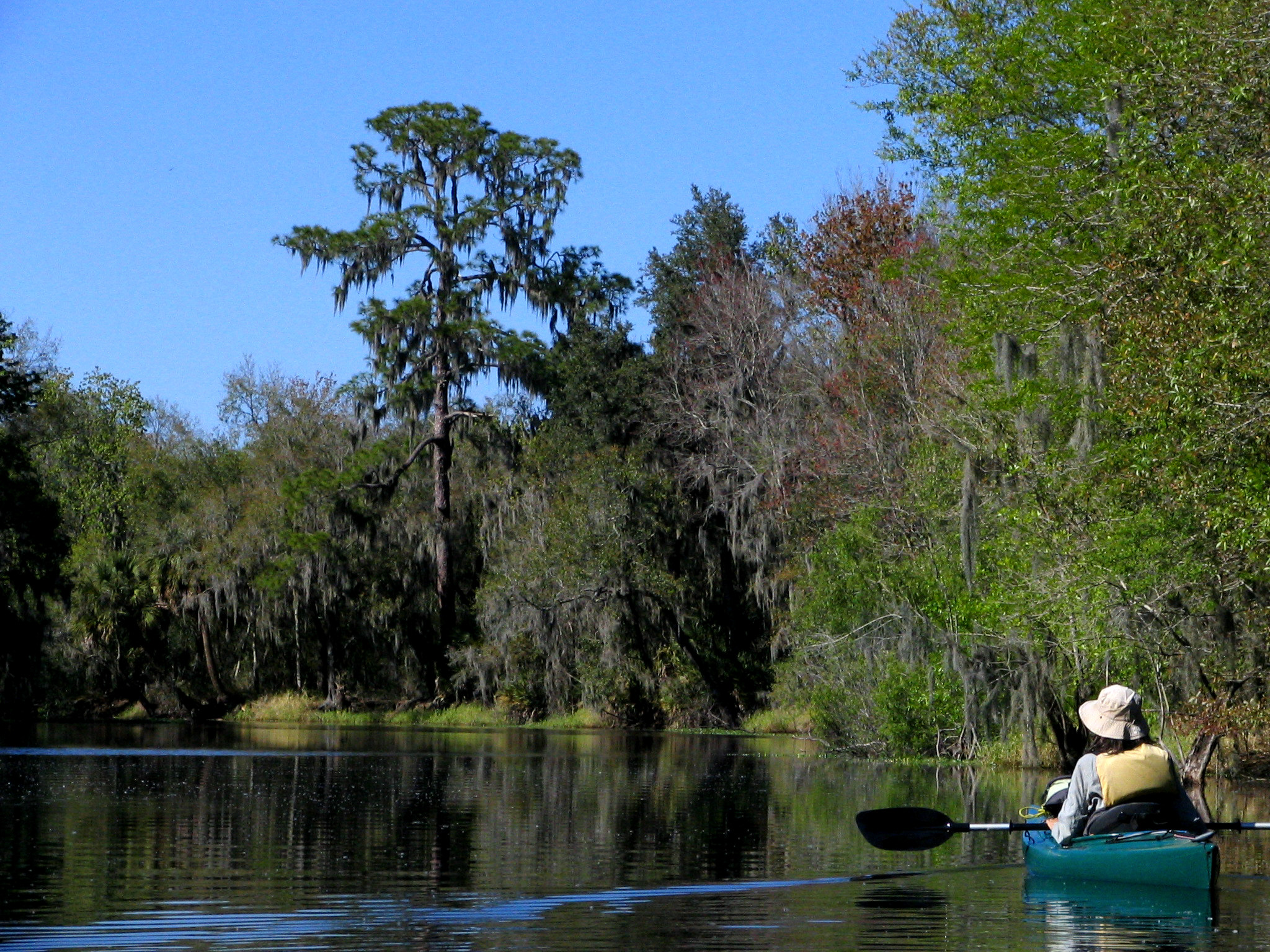
Llac Hurrah al riu Alafia
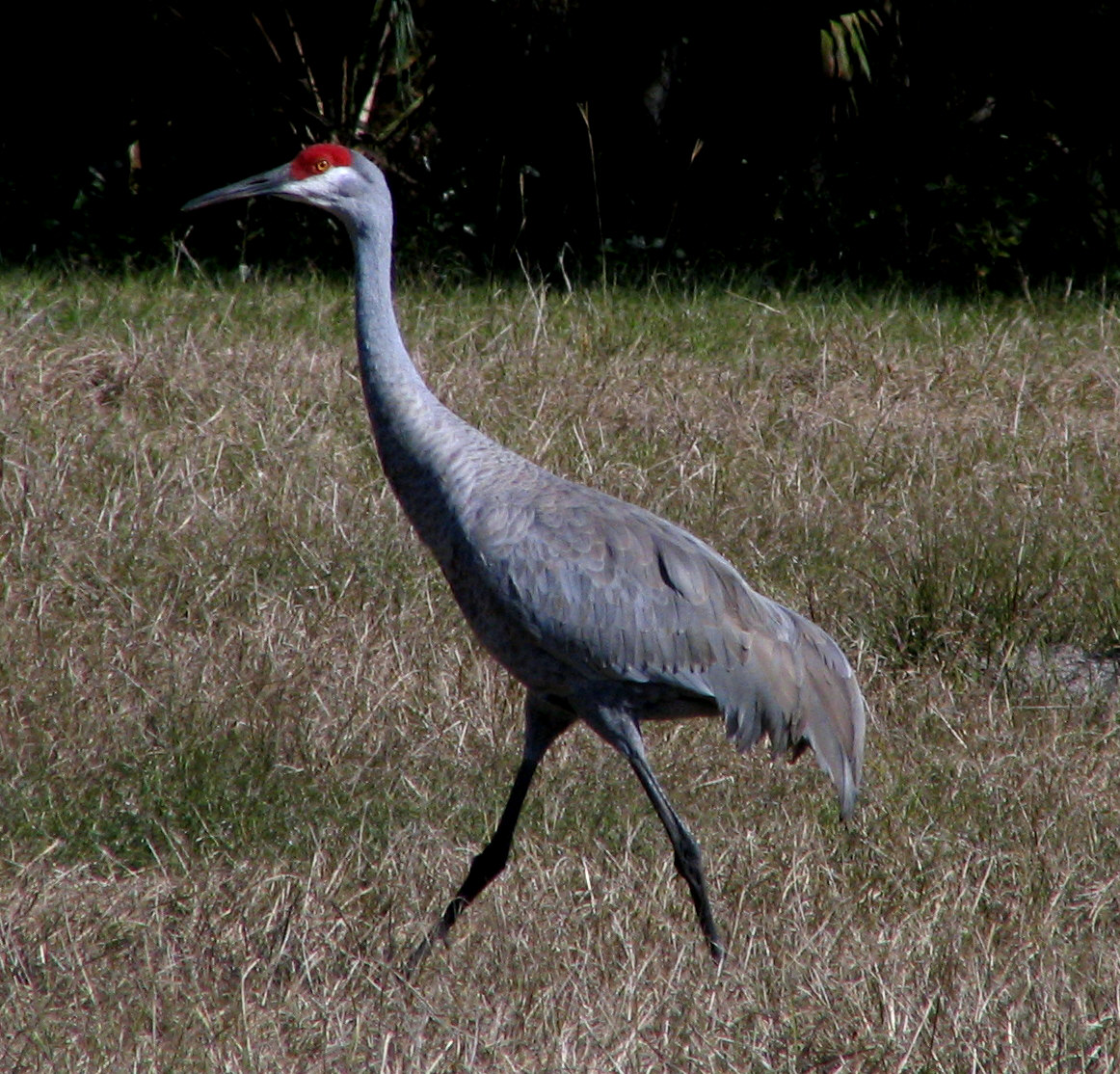
Grua del Canadà al parc estatal del riu Hillsborough
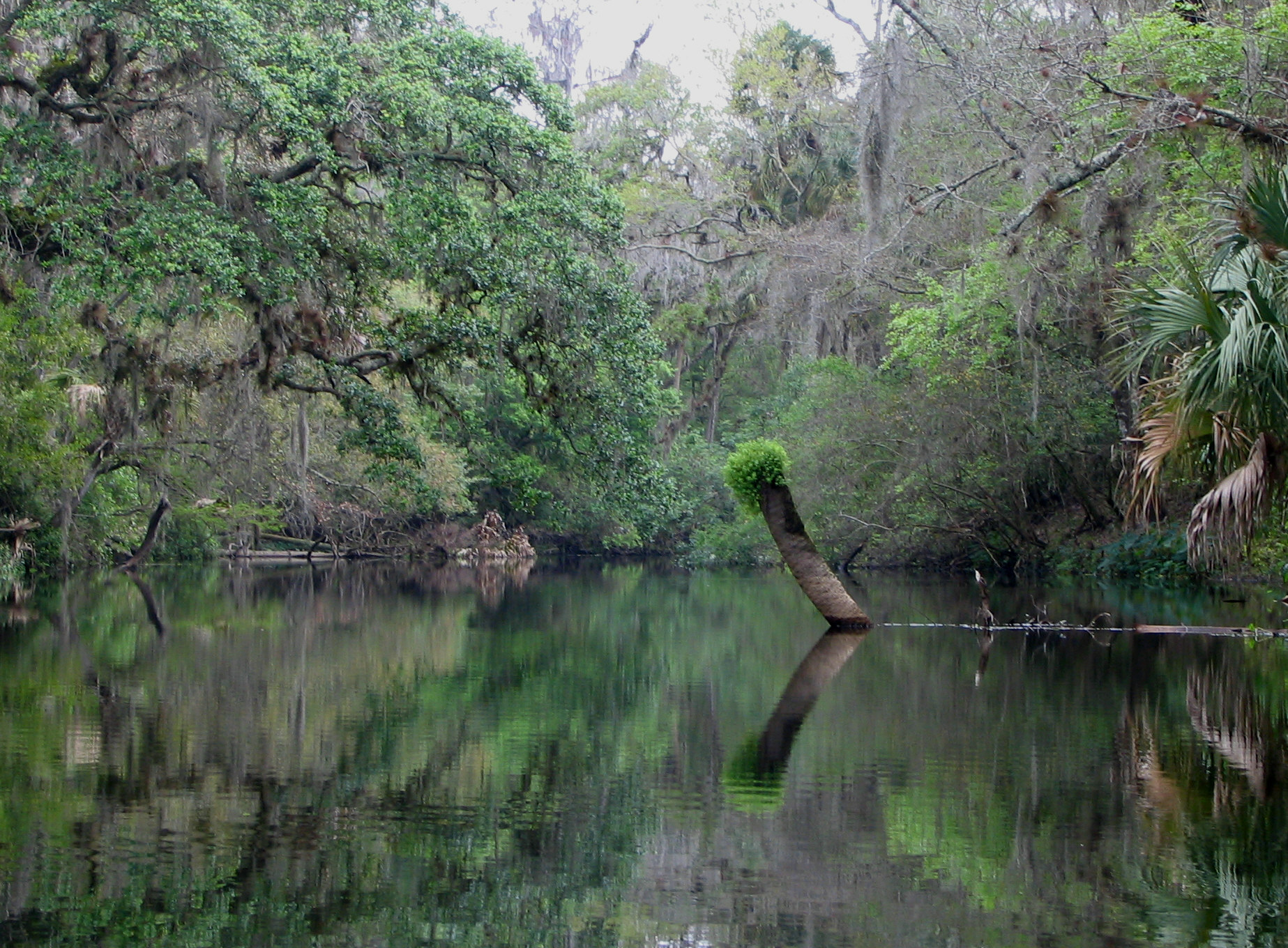
Al riu Hillsborough, a prop del parc Lettuce Lake

### Comtats adjacents
- Comtat de Pasco – nord
- Comtat de Polk – est
- Comtat de Manatee – sud
- Comtat de Pinellas – oest
- Comtat de Hardee – sud-est

## Entitats de població

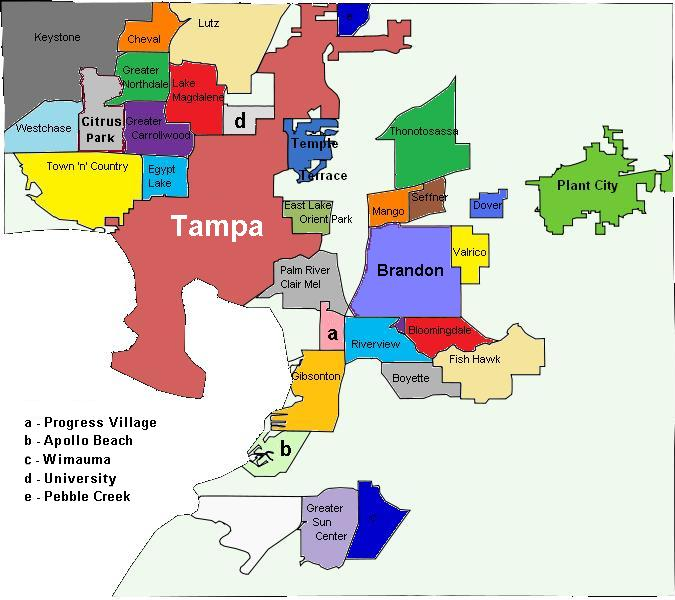
Subdivisions del comtat de Hillsborough. Ciutats incorporades en negreta; CDP no incorporats en lletra petita.

Malgrat la seva gran població, només hi ha tres municipis incorporats al comtat de Hillsborough, totes ciutats. La major part de la zona del comtat no està incorporada i depèn de la jurisdicció del consell de comissionats del comtat de Hillsborough. A partir del 2020, més de dos terços de la població del comtat vivia en zones no incorporades.
Ciutats
Les poblacions són del cens del 2020.
- Tampa – 384.959
- Plant City – 39.764
- Temple Terrace – 26.690

Llocs designats pel cens
- Apollo Beach
- Balm
- Bloomingdale
- Brandon
- Carrollwood
- Cheval
- Citrus Park
- Dover
- East Lake-Orient Park
- Egypt Lake-Leto
- FishHawk
- Gibsonton
- Keystone
- Lake Magdalene
- Lutz
- Mango
- Northdale
- Odessa
- Palm River-Clair Mel
- Pebble Creek
- Progress Village
- Riverview
- Ruskin
- Seffner
- Sun City Center
- Thonotosassa
- Town 'n' Country
- University
- Valrico
- Westchase
- Wimauma

Comunitats no incorporades
- Adamsville
- Alafia
- Antioch
- Bay Crest Park
- Boyette (antic CDP, ara part de Riverview)
- Clair-Mel City
- Del Rio
- Durant
- East Lake
- East Tampa
- Egypt Lake
- Fort Lonesome
- Gulf City
- Hopewell
- Keysville
- Knights[13]
- Lake Fern
- Leto
- Limona
- Lithia
- Nowatney
- Orient Park
- Palma Ceia
- Palm River
- Picnic
- Pinecrest
- Port Sutton
- Rattlesnake
- Remlap
- Rocky Creek
- Snows Corner
- Sulphur Springs
- Sun City
- Sweetwater Creek
- Sydney
- Trapnell
- Turkey Creek

### Pobles històrics
- Bullfrog Corner
- Bone Valley
- Branchton
- Callsville
- Chataocolea
- Chicora
- Clarkwild
- Coronet
- Cork (avui dia a Dover, convé no confondre'l amb dos altres llocs anomenats Cork a Florida)
- Cork (avui dia a Plant City)
- Cosme
- Dillon
- Diston
- Drew Park, absorbed by Tampa
- East Cove
- Edeson
- Flora
- Fort Brooke
- Fort Foster
- Fort Sullivan
- Garden City
- Gary
- Gulf City
- Harney
- Hillsboro
- Ichipucksassa, Ichepucksassa o Hitchipucksassa (ara Plant City)
- Idlewild Park
- Jackson Springs
- Keystone Park
- Knights Station
- Knowles
- Lake Fern
- Lighthall
- Lillibridge
- Magdalene
- Magnolia
- Mangrove Point
- Manhattan (absorvit per Tampa)
- Marvinia
- Midway
- Mullins City
- Nicholls
- Oliphant
- Orient
- Peck
- Pelot
- Peru
- Prairie
- Riverhead
- Rocky Point
- Sparkman
- Stemper
- St Helena
- Trapnell (absorbit per Plant City)
- Welcome
- Weldon
- Willow
- Youmans[14]

## Demografia

### Cens del 2020
| Cursa                               | Pop 2010  | Pop 2020  | % 2010  | % 2020  |
| ----------------------------------- | --------- | --------- | ------- | ------- |
| Blanc (NH)                          | 660.565   | 667.791   | 53,74%  | 45,75%  |
| Negre o afroamericà (NH)            | 191.260   | 224.479   | 15,56%  | 15,38%  |
| Natiu americà o nadiu d'Alaska (NH) | 2.948     | 2.817     | 0,24%   | 0,19%   |
| Asiàtic (NH)                        | 41.328    | 69.928    | 3,36%   | 4,79%   |
| Illenc del Pacífic (NH)             | 703       | 914       | 0,06%   | 0,06%   |
| Alguna altra raça (NH)              | 2.992     | 9.655     | 0,24%   | 0,66%   |
| Mixt/Multiracial (NH)               | 22.795    | 56.797    | 1,85%   | 3,89%   |
| Hispà o llatí                       | 306.635   | 427.381   | 24,95%  | 29,28%  |
| Total                               | 1.229.226 | 1.459.762 | 100,00% | 100,00% |

| Blancs no hispans 30–40% 40–50% 50–60% 60–70% 70–80% 80–90% >90% Hispans 30–40% 40–50% 50–60% 60–70% 70–80% 80–90% negres o afroamericans 30–40% 40–50% 50–60% 60–70% 70–80% 80–90% Igual Sense població |

Un mapa de la demografia racial al comtat de Hillsborough per districte censal

Segons el cens del 2020 al comtat hi havia 1.459.762 persones, 539.919 llars i 338.683 famílies.

### Cens del 2010
Oficina del Cens 2010 Dades demogràfiques ètniques/racials:

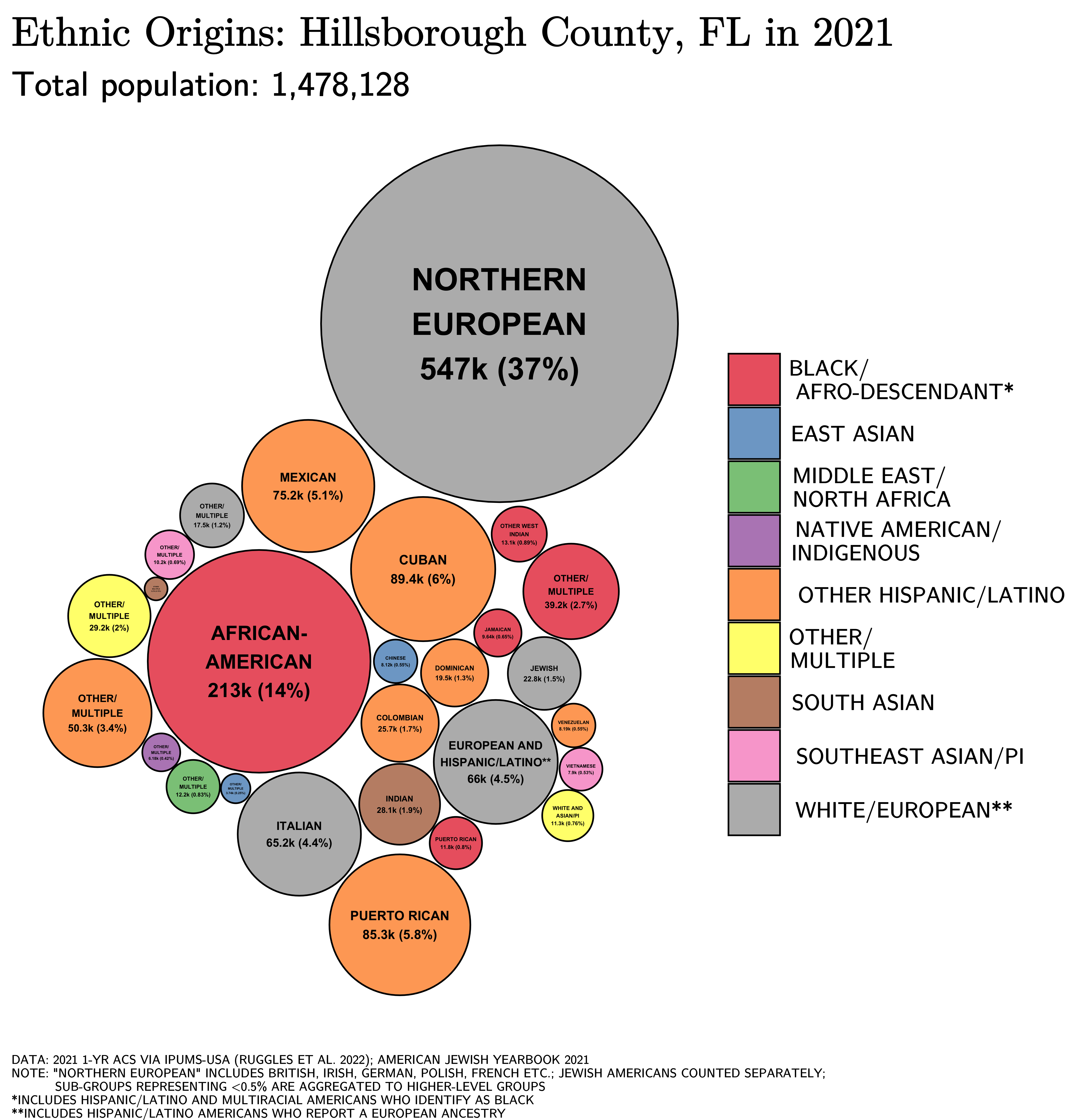
Orígens ètnics al comtat de Hillsborough

- Blancs (no hispans) (71,3% si s'hi inclouen els hispans blancs): 53,7% (12,1% alemanys, 11,0% irlandesos, 8,9% anglesos, 6,7% italians, 2,6% francesos, 2,4% polonesos, 1,9% escocesos, 1,6% escocesos-irlandesos, 1,3% neerlandesos, 0,8% russos, 0,8% suecs, 0,7% gal·lesos, 0,6% francocanadencs, 0,6% noruecs, 0,5% hongaresos, 0,5% grecs)[23]
- Negre (no hispans) (16,7% si s'hi inclouen els hispanoamericans negres ): 15,6% (2,4% antillans / afro-caribenys americans [0,7% jamaicans, 0,6% haitians, 0,5% antillans d'altres o no especificats, 0,1% de Trinidad i Tobago, 0,1% antillans britànics, 0,1% de les illes Verges nord- americanes] 0,9% africans subsaharians )[23][25]
- Hispà o llatí de qualsevol raça: 24,9% (7,4% porto-riquenys, 5,3% cubans, 5,3% mexicans, 1,2% colombians, 1,1% dominicans, 0,7% espanyols, 0,5% hondurenys)[23][26]
- Asiàtics : 3,4% (1,2% indis, 0,5% vietnamites, 0,5% filipins, 0,4% xinesos, 0,4% altres asiàtics, 0,3% coreans, 0,1% japonesos)[23][24]
- Dues o més curses : 3,1%
- Indis americans i nadius d'Alaska: 0,4%
- Natius de Hawaii i altres illencs del Pacífic: 0,1%[23][24]
- Altres races: 5,0% (0,6% àrabs)[23]

El 2010 el 6,0% de la població de Hillsborough manifestava considerar-se només d'ascendència americana (independentment de la raça o l'origen ètnic).
Dels 536.092 habitatges, en el 29,74% hi vivien menors de 18 anys, el 44,25% eren parelles casades vivint plegades, el 14,76% tenien una dona cap de família sense marit present i el 35,69% no eren famílies. En un 27,12% de les llars nom´s hi vivia una persona, i el 7,96% (2,35% homes i 5,61% dones) era una persona de 65 anys o més. La mida mitjana de les llars era de 2,55 persones, i la mida mitjana de les famílies era de 3,11.
La distribució per franges d'edat era del 23,9% menors de 18 anys, del 10,5% de 18 a 24 anys, del 28,3% de 25 a 44 anys, del 25,4% de 45 a 64 anys i de l'11,8% majors de 65 anys. L'edat mediana era de 36,1 anys. Per cada 100 dones, hi havia 95,1 homes. Per cada 100 dones de 18 anys o més, hi havia 92,1 homes.
La renda mediana per llar al comtat era de 49.536 dòlars, i la familiar de 59.886 dòlars. Els homes tenien una renda mediana de 43.125 dòlars enfront dels 35.184 dòlars de la de les dones. La renda per capita del comtat era de 27.062 dòlars. Un 10,7% de les famílies i el 14,2% de la població estaven per sota del llindar de  pobresa, entre aquests el 19,9% dels menors de 18 anys i el 9,6% dels de 65 anys o més.
La renda mediana per llar al comtat era de 49.536 dòlars i per família de 59.886 dòlars. Els homes tenien una renda mediana de 43.125 dòlars enfront dels 35.184 dòlars de la de les dones. La renda per capita del comtat era de 27.062 dòlars. Un 10,7% de les famílies i el 14,2% de la població estaven per sota del llindar de pobresa, entre aquests el 19,9% eren menors de 18 anys i el 9,6% dels majors de 65 anys.
Font: Cens dels EUA 

### Idiomes
L'any 2010 el 74,59% de la població només parlava anglès a casa, el 19,52% parlava castellà, el 0,56% crioll francès (principalment crioll haitià) i el 0,51% parlava vietnamita com a llengua materna. En total, el 25,41% de la població parlava tenia llengua diferent de l'anglès com a llengua materna.

## Política i govern

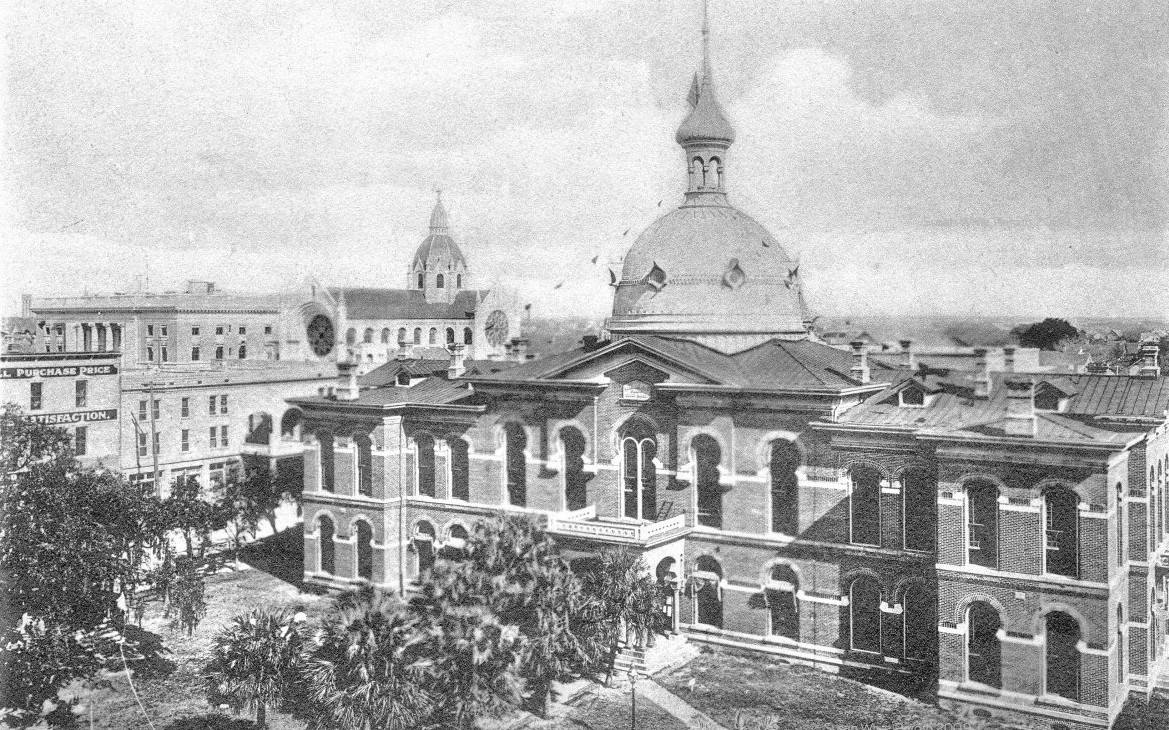
Jutjats del comtat de Hillsborough, c. 1891

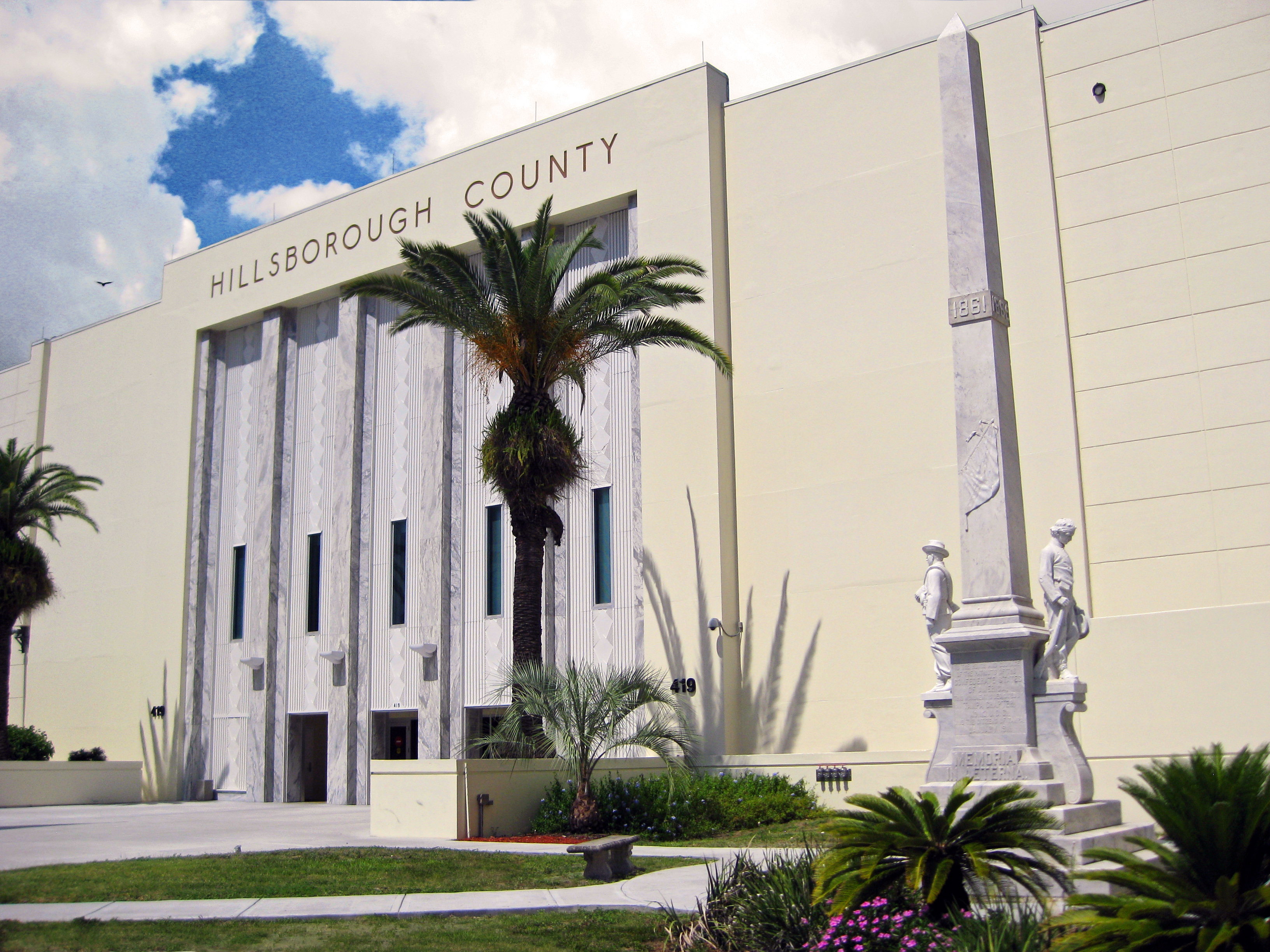
Jutjat del comtat de Hillsborough i Monument Confederat a Tampa

| Registre de votants i inscripció a partits del comtat de Hillsborough a 31 de març de 2025 | Registre de votants i inscripció a partits del comtat de Hillsborough a 31 de març de 2025 | Registre de votants i inscripció a partits del comtat de Hillsborough a 31 de març de 2025 | Registre de votants i inscripció a partits del comtat de Hillsborough a 31 de març de 2025 | Registre de votants i inscripció a partits del comtat de Hillsborough a 31 de març de 2025 | Registre de votants i inscripció a partits del comtat de Hillsborough a 31 de març de 2025 |           |
| ------------------------------------------------------------------------------------------ | ------------------------------------------------------------------------------------------ | ------------------------------------------------------------------------------------------ | ------------------------------------------------------------------------------------------ | ------------------------------------------------------------------------------------------ | ------------------------------------------------------------------------------------------ | --------- |
| partit polític                                                                             | partit polític                                                                             | Total de votants                                                                           | Percentatge                                                                                | republicà                                                                                  | 285.929                                                                                    | 3.615,00% |
| demòcrata                                                                                  | 268.826                                                                                    | 3.399,00%                                                                                  |                                                                                            |                                                                                            |                                                                                            |           |
| Independent                                                                                | 210.801                                                                                    | 2.665,00%                                                                                  |                                                                                            |                                                                                            |                                                                                            |           |
| Partits menors                                                                             | 25.307                                                                                     | 32,0%                                                                                      |                                                                                            |                                                                                            |                                                                                            |           |
| Total                                                                                      | Total                                                                                      | 790.863                                                                                    | 100,00%                                                                                    |                                                                                            |                                                                                            |           |

### Registre de votants
Segons l'oficina del secretari d'Estat, els republicans són una pluralitat reduïda d'electors registrats al comtat de Hillsborough.
| republicà      | 285.929 | 3.615,00% |         |
| demòcrata      | 268.826 | 3.399,00% |         |
| Independent    | 210.801 | 2.665,00% |         |
| Partits menors | 25.307  | 32,0%     |         |
| Total          | Total   | 790.863   | 100,00% |

### Comportament electoral

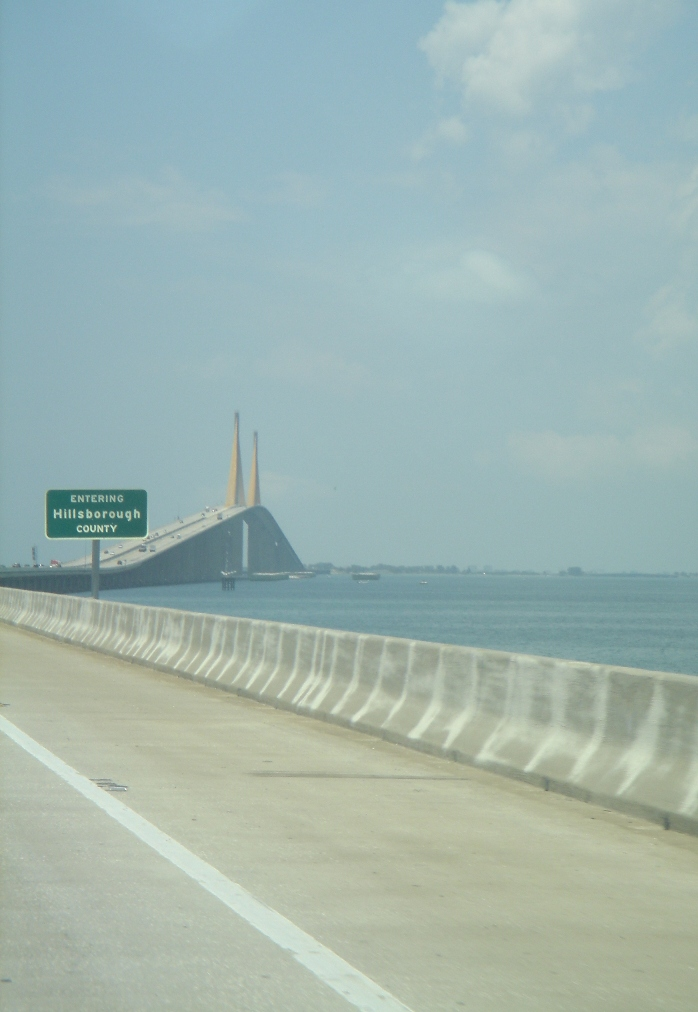
La Sunshine Skyway (I-275) connecta Pinellas amb els comtats de Manatee. El tram central es troba al comtat de Hillsborough.

El comtat de Hillsborough té tendència a decantar-se cap als demòcrates, no havent-hi guanyat cap candidat presidencial republicà entre 2004 i 2024. Forma part del corredor I-4, políticament important, entre Tampa Bay i Orlando, una zona que històricament decideix la majoria d'eleccions a Florida. Hillsborough fou considerat un comtat referent, votant pel guanyador estatal en totes les eleccions presidencials entre 1964 i 2012. També ha votat pel guanyador de la presidència en totes les eleccions des del 1928 llevat dos cops, votant pel perdedor només en les eleccions de 1992 i 2016. La part meridional del comtat, entorn a Tampa, és fortament demòcrata, mentre que les parts septentrionals i orientals són fortament republicanes.
A nivell estatal, el comtat també tendeix a triar els demòcrates, amb els demòcrates Bill Nelson com a senador i Andrew Gillum com a governador, tots dos guanyant el comtat a les eleccions del 2018. Tanmateix, el senador republicà Marco Rubio guanyà al comtat en les campanyes senatorials del 2010, 2016 i 2022, i el governador republicà Ron DeSantis el guanyà a la campanya per a governador del 2022 després que el comtat donés suport als demòcrates durant les tres eleccions anteriors per a governador (des del 2010).
El 2008 Obama va guanyar el comtat per set punts, sent el primer demòcrata a aconseguir-ho des de la reelecció de Clinton del 1996. Obama va tornar a guanyar Hillsborough el 2012 contra el candidat presidencial republicà Romney amb el mateix marge.
El 2016 Trump esdevingué el primer republicà des de Coolidge el 1924 que guanyà unes eleccions presidencials sense aconseguir la victòria al comtat.
Donald Trump trencà la ratxa demòcrata al comtat el 2024, quan guanyà el comtat per una ajustada majoria. Això reflecteix la tendència general a Florida cap al Partit Republicà en les eleccions recents.
| Any  | republicà      | demòcrata      | Tercers      |
| ---- | -------------- | -------------- | ------------ |
| 2022 | 54,17% 261.936 | 44,95% 217.349 | 0,87% 4.229  |
| 2018 | 44,86% 234.835 | 53,79% 281.598 | 1,34% 7.037  |
| 2014 | 45,59% 170.127 | 48,29% 180.168 | 6,12% 22.837 |
| 2010 | 46,59% 148.429 | 49,91% 158.995 | 3,51% 11.171 |
| 2006 | 52,80% 152.494 | 44,45% 128.375 | 2,75% 7.931  |
| 2002 | 55,81% 175.629 | 42,67% 134.274 | 0,76% 2.378  |

### Junta de Comissionats del Comtat
En un referèndum a tot el comtat celebrat el setembre de 1983 s'aprovà una home rule per al comtat de Hillsborough, i els primers comissionats del comtat elegits en virtut d'aquesta nova carta prengueren possessió del càrrec el 28 de maig de 1985.
Segons una ordenança constitutiva que entrà en vigor el maig de 1985, set comissionats del comtat tenen la responsabilitat de dur a terme funcions legislatives del govern mitjançant el desenvolupament de polítiques per a la gestió del comtat de Hillsborough. L'administrador del comtat, un professional nomenat per la junta, i el personal administratiu són responsables de posar en pràctica aquestes polítiques.
La junta també serveix com a Comissió de Protecció del Medi Ambient. Els membres de la junta formen part de diverses altres juntes, autoritats i comissions com ara l'Autoritat Regional de Trànsit de l'Àrea de Hillsborough, el Consell de Planificació Regional de la Badia de Tampa, l'Aigua de la Badia de Tampa, l'Autoritat d'Aviació, l'Autoritat d'Autopistes, l'Autoritat Esportiva, l'Autoritat Portuària, el Consell d'Arts del Comtat de Hillsborough, la Junta de la Infància, l'Organització de Planificació Metropolitana i el Consell de Governs.
La home rule divideix el poder del govern del comtat entre els poders legislatiu i executiu. La Junta de Comissionats del Comtat, que compon el poder legislatiu, estableix la política general mitjançant ordenances, resolucions i mocions.
Els poders executius del comtat recauen en l'administrador del comtat, nomenat pels comissionats del comtat i encarregat per la home rule d'implementar fidelment els poders de la junta. La home rule preveu un advocat del comtat (county attorney), que serà contractat per l'administrador del comtat amb l'assessorament i el consentiment dels comissionats del comtat. La home rule conté una disposició per a una junta de revisió de la home rule nomenada pels comissionats del comtat cada cinc anys per dur a terme un estudi del govern del comtat i proposar esmenes a la home rule. Aquestes esmenes s'han de presentar als votants per a la seva aprovació. El novembre de 2002 es va aprovar una esmena que afegia el càrrec d'auditor intern de rendiment del comtat a l'estructura governamental. Aquest càrrec depèn directament de la Comissió del Comtat.
L'administradora actual és Bonnie M. Wise, que prengué possessió del càrrec l'1 de juliol de 2020, substituint Mike Merrill, que havia exercit com a administrador des del 2010. Anteriorment, Wise havia exercit com a administradora adjunta del comtat i directora financera de Tampa.
Dels set membres de la Junta de Comissionats del Comtat de Hillsborough, quatre són elegits per districtes uninominals i tres són elegits per tot el comtat. El consell aprova els pressupostos operatius i de capital del comtat i el programa de millores de capital del comtat. Pot prendre mesures sobre qualsevol programa per a la millora del comtat i el benestar dels seus residents.

### Impostos
El tipus impositiu discrecional sobre les vendes del comtat de Hillsborough va augmentar de l'1% al 2,5% el gener de 2019. Si es combina amb el 6% de l'estat de Florida, la taxa és del 8,5%, la més alta de Florida. La taxa inclou dos recàrrecs aprovats per referèndum electoral el novembre de 2018, l'1% per al transport i el 2% per a les escoles. Només es cobra sobre els primers 5.000 dòlars de qualsevol compra gran.

## Economia
A principis del segle xx, l'economia de Hillsborough es basava eminentment en la fabricació de cigars i l'agricultura. El 2012 Hillsborough tenia la segona producció agrícola respecte a la resta de comtats de Florida. A partir del 2010 l'ocupació anual mitjana al comtat de Hillsborough era de 563.292 treballadors. Els percentatges de l'ocupació total per sector eren:
- Recursos naturals i mineria 2,0%
- Construcció 4,6%
- Fabricació 4,1%
- Comerç, transport i serveis públics 19,5%
- Informació 3,0%
- Activitats financeres 9,2%
- Serveis professionals i empresarials 18,1%
- Serveis educatius i sanitaris 14,6%
- Oci i hostaleria 10,3%
- Altres serveis 2,7%
- Administració pública 4,7%

El 2011 les vendes de tots els productes agrícoles produïts al comtat de Hillsborough superaren els 832.410.300 dòlars. El conreu més gran per valor fou la de les maduixes, amb més de 388 milions de dòlars. Valors de diversos cultius inclosos:
| Recoltar             | Vendes en dòlars ($) | Superfície |
| -------------------- | -------------------- | ---------- |
| maduixes             | 388.125.702 $        | 11.625     |
| Verdures             | 150.000.000 $        | 13.092     |
| Plantes ornamentals  | 139.232.407 $        | 3.977      |
| Aqüicultura          | 23.546.112 $         | 876        |
| Bestiar boví/pastura | 18.934.207 $         | 91.904     |
| Cítrics              | 18.893.572 $         | 10.750     |
| Aus de corral        | 18.701.100 $         | 22         |
| Gespa                | 7.438.855 $          | 2.286      |
| Làctics              | 6.433.206 $          | 1.500      |
| Nabius               | 5.500.000 $          | 591        |
| Fenc                 | 2.374.195 $          | 635        |
| Silvicultura         | 1.000.000 $          | 108.634    |
| Apicultura           | 598.767 $            | 45         |
| Cabres               | 154.177 $            | 518        |
| Diversos             | 51.478.000 $         | 3677       |
| Total                | 832.410.300 $        | 255.532    |

Aquestes empreses tenen la seu al comtat de Hillsborough :
- Checkers Drive In Restaurants
- Federació Internacional de Softbol
- Odyssey Marine Exploration
- Shriners International[41]
- Els Sweetbay Supermarkets (que van ser absorbits per la cadena Winn-Dixie de BI-LO) tenien la seu en una zona no incorporada del comtat, a prop de Tampa.[42]

## Educació
Hillsborough County Public Schools gestiona les escoles públiques del comtat. El comtat de Hillsborough té el vuitè districte escolar més gran dels Estats Units, que consta de 206 escoles (133 escoles primàries, 42 escoles de secundària, dues escoles K-8, 27 escoles secundàries tradicionals i quatre centres de carreres professionals, amb 73 escoles addicionals, incloent-hi escoles concertades, ESE, etc.). El 2013 foren incloses a la llista de Newsweek de les millors escoles secundàries d'Amèrica 12 de les 27 escoles secundàries públiques de Hillsborough. El 2012 i el 2013, les 27 escoles secundàries públiques s'inclogueren a la llista de les escoles més complicades del 2000 als Estats Unitsdel Washington Post .

### Biblioteques
La Biblioteca Pública de Tampa obrí les portes el 1917. Les següents  biblioteques destacades formen part de la Cooperativa de Biblioteques Públiques del Comtat de Hillsborough:
- Arthenia L. Joyner University Area Community Library
- Bloomingdale Regional Public Library
- Bruton Memorial Library
- C. Blythe Andrews Jr. Public Library
- Jan Kaminis Platt Regional Library
- John F. Germany Public Library
- Maureen B. Gauzza Public Library
- New Tampa Regional Library
- Port Tampa City Library
- Riverview Public Library
- Robert W. Saunders Sr. Public Library
- Seffner-Mango Branch Library
- Temple Terrace Public Library
- Thonotosassa Branch Library

## Bombers de Hillsborough
El Hillsborough County Fire Rescue dóna servei a les zones no incorporades del comtat de Hillsborough. El servei d'incendis inicià la seva singladura a la dècada del 1950 com una organització enterament voluntària formada per una dotzena d'organitzacions comunitàries poc associades. Els primers bombers de carrera a temps complet foren contractats el 1973. El departament ara té 1.019 membres de personal uniformat i de suport que continuen marcant el ritme en la resposta mèdica d'emergències i incendis, convertint-lo en el quart departament més gran de l'estat. Des de la consolidació dels Serveis d'Incendis i Rescat d'Emergències Mèdiques (Emergency Medical Services EMS) del Comtat de Hillsborough el 1997, el departament ha col·locat paramèdics a cada vehicle de primera intervenció. El departament gestiona 35 ambulàncies, 46 companyies de motors, 5 companyies de camions, 2 vehicles de rescat pesant, 1 unitat d'incidents perillosos, 1 vaixell de bombers i 1 vaixell de rescat. Aquestes unitats operen des de 44 estacions de bombers situades estratègicament arreu del comtat de Hillsborough. A partir de l'estiu del 2021, s'estan construint 2 estacions més per augmentar aquest nombre a 46. Com que gairebé el 85% respostes d'emergència del departament, de les més de 137.000 (2021), requereixen alguna mena d'atenció mèdica, tenir paramèdics assignats a cada unitat garanteix que els ciutadans del comtat de Hillsborough puguin rebre ràpidament atenció de suport vital.
El Hillsborough County Fire Rescue i la Junta de Comissionats del Comtat han implementat un pla per continuar col·locant noves estacions de bombers a les zones on hi ha creixement o on poden haver-hi manca de cobertura. El cap de bombers Dennis Jones dirigeix un equip sènior de dos sotscaps (branques d'operacions i administratives), el cap de bombers i el gerent d'emergències. Totes les funcions fiscals, el manteniment i subministrament d'instal·lacions, l'adquisició d'aparells/equips, el gerent d'enviament d'emergències, el cap de personal i el cap de formació estan sota la direcció del subcap d'administració. Els tres comandants de torn, així com el cap de rescat i el cap d'operacions especials, depenen directament del sotscap d'operacions. El cap d'operacions és responsable de la preparació general de resposta de tot el personal de primera línia. El gestor d'emergències supervisa tota la planificació i les operacions de l'Oficina de Gestió d'Emergències (OEM) del COE.